# 1900年夏季奧林匹克運動會田徑比賽
在1900年夏季奧林匹克運動會上，共進行了23項田徑比賽，除了馬拉松外，所有比賽都是在克羅伊-卡特蘭體育場中進行的。比賽於7月14日、7月15日、7月16日、7月19日和7月22日舉行，當中7月14日為法國國慶日，有來自15個國家的共計117名男性運動員參加比賽，共頒發68枚獎牌（23枚金牌、23枚銀牌、22枚銅牌）。田徑比賽也是本屆奧運會中參賽國家和地區最多的項目。
由於許多美國運動員對於在星期日比賽表示抗議，即使有許多美國運動員因為組織者決定將7月15日星期日比賽的成績計算在隔天7月16日星期一的決賽中而不參加決賽，之後該決定被撤銷，美國仍然贏得田徑比賽大多數金牌，其中包括23枚金牌中的16枚金牌。與之前的1896年奧運會相比，當時的比賽條件也不如預期，巴黎奧運會沒有專門的田徑場，而是使用一個有樹木的不平坦的草地，賽道長度為500米。

## 項目成績
| 項目                  | 金牌 | 银牌                                                                                                | 铜牌                               |
| 60米 （詳細）         | 阿尔文·克伦茨莱因 · 美国（USA）                                                                                               | 沃尔特·图克斯伯里 · 美国（USA）                                                                     | 斯坦·罗利 · （AUS）                |
| 100米 （詳細）        | 弗兰克·贾维斯 · 美国（USA）                                                                                                   | 沃尔特·图克斯伯里 · 美国（USA）                                                                     | 斯坦·罗利 · （AUS）                |
| 200米 （詳細）        | 沃尔特·图克斯伯里 · 美国（USA）                                                                                               | 諾曼·普理查德 · 印度（IND）                                                                         | 斯坦·罗利 · （AUS）                |
| 400米 （詳細）        | 马克西·朗 · 美国（USA） | 比尔·霍兰 · 美国（USA）                                                                             | Ernst Schultz · 丹麦（DEN）        |
| 800米 （詳細）        | 艾尔弗雷德·泰索 · 英国（GBR）                                                                                                 | 约翰·克雷根 · 美国（USA）                                                                           | 戴维·霍尔 · 美国（USA）            |
| 1500米 （詳細）       | 查尔斯·本内特 · 英国（GBR）                                                                                                   | 亨利·德洛热 · 法国（FRA）                                                                           | John Bray · 美国（USA）            |
| 馬拉松 （詳細）       | 米歇尔·泰阿托 · 法国（FRA）                                                                                                   | 埃米尔·尚皮翁 · 法国（FRA）                                                                         | 恩斯特·法斯特 · 瑞典（SWE）        |
| 110米欄 （詳細）      | 阿尔文·克伦茨莱因 · 美国（USA）                                                                                               | John McLean · 美国（USA）                                                                           | Frederick Moloney · 美国（USA）    |
| 200米欄 （詳細）      | 阿尔文·克伦茨莱因 · 美国（USA）                                                                                               | 諾曼·普理查德 · 印度（IND）                                                                         | 沃尔特·图克斯伯里 · 美国（USA）    |
| 400米欄 （詳細）      | 沃尔特·图克斯伯里 · 美国（USA）                                                                                               | 亨利·托赞 · 法国（FRA）                                                                             | George Orton · 加拿大（CAN）       |
| 2500米障礙 （詳細）   | George Orton · 加拿大（CAN）                                                                                                  | Sidney Robinson · 英国（GBR）                                                                       | Jacques Chastanié · 法国（FRA）    |
| 4000米障礙 （詳細）   | John Rimmer · 英国（GBR） | 查尔斯·本内特 · 英国（GBR）                                                                         | Sidney Robinson · 英国（GBR）      |
| 5000米團體賽 （詳細） | 混合（ZZX） · 查尔斯·本内特（英国） · John Rimmer（英国） · Sidney Robinson（英国） · 艾尔弗雷德·泰索（英国） · 斯坦·罗利（） | 法国（FRA） · 亨利·德洛热 · Jacques Chastanié · 安德烈·卡斯塔内 · Michel Champoudry · 加斯东·拉格诺 | none awarded                       |
| 跳高 （詳細）         | 欧文·巴克斯特 · 美国（USA）                                                                                                   | Patrick Leahy · 英国（GBR）                                                                         | 根齐·拉约什 · 匈牙利（HUN）        |
| 撐竿跳高 （詳細）     | 欧文·巴克斯特 · 美国（USA）                                                                                                   | Meredith Colket · 美国（USA）                                                                       | 卡尔·阿尔贝特·安德森 · 挪威（NOR） |
| 跳遠 （詳細）         | 阿尔文·克伦茨莱因 · 美国（USA）                                                                                               | 迈尔·普林斯坦 · 美国（USA）                                                                         | Patrick Leahy · 英国（GBR）        |
| 三級跳遠 （詳細）     | 迈尔·普林斯坦 · 美国（USA）                                                                                                   | 詹姆斯·康诺利 · 美国（USA）                                                                         | Lewis Sheldon · 美国（USA）        |
| 立定跳高 （詳細）     | 雷·尤里 · 美国（USA） | 欧文·巴克斯特 · 美国（USA）                                                                         | Lewis Sheldon · 美国（USA）        |
| 立定跳遠 （詳細）     | 雷·尤里 · 美国（USA） | 欧文·巴克斯特 · 美国（USA）                                                                         | Émile Torchebœuf · 法国（FRA）     |
| 立定三級跳遠 （詳細） | 雷·尤里 · 美国（USA） | 欧文·巴克斯特 · 美国（USA）                                                                         | 罗伯特·加勒特 · 美国（USA）        |
| 推鉛球 （詳細）       | 理查德·谢尔登 · 美国（USA）                                                                                                   | Josiah McCracken · 美国（USA）                                                                      | 罗伯特·加勒特 · 美国（USA）        |
| 擲鐵餅 （詳細）       | 鲍尔·鲁道夫 · 匈牙利（HUN）                                                                                                   | 弗朗齐歇克·扬达-苏克 · 波希米亚（BOH）                                                              | 理查德·谢尔登 · 美国（USA）        |
| 擲鏈球 （詳細）       | 约翰·弗拉纳根 · 美国（USA）                                                                                                   | Truxtun Hare · 美国（USA）                                                                          | Josiah McCracken · 美国（USA）     |

當時獎牌由國際奧林匹克委員會事後頒發，當時得勝者只獲得銀牌。

## 奖牌榜

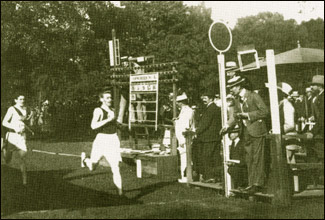
800米賽事的終點。

| 排名                      | 国家 / 地区               | 金牌 | 銀牌 | 銅牌 | 总计 |
| ------------------------- | ------------------------- | ---- | ---- | ---- | ---- |
| 1                         | 美国（USA）               | 16   | 13   | 10   | 39   |
| 2                         | 英国（GBR）               | 3    | 3    | 2    | 8    |
| 3                         | 法国（FRA）               | 1    | 4    | 2    | 7    |
| 4                         | 加拿大（CAN）             | 1    | 0    | 1    | 2    |
| 4                         | 匈牙利（HUN）             | 1    | 0    | 1    | 2    |
| 6                         | 混合（ZZX）               | 1    | 0    | 0    | 1    |
| 7                         | 印度（IND）               | 0    | 2    | 0    | 2    |
| 8                         | 波希米亚（BOH）           | 0    | 1    | 0    | 1    |
| 9                         | （AUS）                   | 0    | 0    | 3    | 3    |
| 10                        | 丹麦（DEN）               | 0    | 0    | 1    | 1    |
| 10                        | 挪威（NOR）               | 0    | 0    | 1    | 1    |
| 10                        | 瑞典（SWE）               | 0    | 0    | 1    | 1    |
| 总计（共12个国家 / 地区） | 总计（共12个国家 / 地区） | 23   | 23   | 22   | 68   |

## 參賽國家
賽事共有來自15個國家的117名參賽運動員參加。
- （1）
- 奥地利（1）
- 波希米亚（4）
- 加拿大（2）
- 丹麦（4）
- 法国（23）
- 德国（6）
- 英国（9）
- 希腊（2）
- 匈牙利（9）
- 印度（1）
- 意大利（2）
- 挪威（2）
- 瑞典（8）
- 美国（43）

## 備註
1. 1 2  米歇爾·泰亞托最初賽會認為他是法國人，但後來發現他的國籍是盧森堡。 然而國際奧委會仍將這枚獎牌歸功於法國。
2. 1 2  另外一枚金牌則由四名英國運動員和一名澳洲運動員組成的混合隊伍奪得。